# Marguerite de Longue-Épée
Marguerite de Longue-Épée (vers 1254 – avant le 16 juin 1310), suo jure 4e comtesse de Salisbury et par mariage comtesse de Lincoln, est une femme de la noblesse anglaise du XIIIe siècle. 

## Biographie
Marguerite de Longue-Épée est née aux alentours de 1254. Elle est l'unique fille de Guillaume III de Longue-Épée et de son épouse Maud de Clifford. Son père Guillaume est le petit-fils et héritier d'Ela de Salisbury, 3e comtesse de Salisbury, qui est la veuve de Guillaume de Longue-Épée, un des fils illégitimes du roi d'Angleterre Henri II. Sa mère Maud de Clifford est quant à elle une petite-fille du prince de Galles Llywelyn le Grand et de son épouse Jeanne d'Angleterre, qui est une fille illégitime du roi d'Angleterre Jean sans Terre. Marguerite perd très tôt son père, qui meurt au cours d'un tournoi entre le 23 décembre 1256 et le 3 janvier 1257, alors qu'elle a à peine trois ans. 
Alors qu'il est en train d'agoniser, Guillaume III demande à Marguerite de Quincy, 2e comtesse de Lincoln, Simon V de Montfort, 6e comte de Leicester, et à Hugues le Despenser de négocier le mariage de son unique héritière Marguerite avec Henry de Lacy, fils d'Edmund de Lacy et petit-fils de la comtesse de Lincoln. Le roi Henri III accède à la requête de Guillaume de Longue-Épée et le mariage de Marguerite avec Henry de Lacy est célébré en 1257. Comme la jeune Marguerite n'est âgée que de trois ans tout au plus lors de ses noces, elle est placée sous la tutelle de son beau-père Edmund de Lacy, qui décède pourtant dès le 2 juin 1258.
La mort d'Edmund de Lacy pousse le roi à désigner la comtesse de Lincoln et la veuve d'Edmund, Alice de Saluces, pour assurer la protection des intérêts de Marguerite. Héritière depuis la mort de son père des titres et terres de son arrière-grand-mère, la comtesse Ela de Salisbury, Marguerite devient à son décès le 24 août 1261 suo jure comtesse de Salisbury. Quelques années plus tard, en mars 1266, à la mort de la comtesse Marguerite de Quincy, Marguerite de Longue-Épée est titrée comtesse de Lincoln de par son mariage avec Henry de Lacy. Alice de Saluces assure désormais seule la tutelle des biens de Marguerite et ce, jusqu'en 1272, date à laquelle Henry de Lacy reçoit formellement du roi Henri III le comté de Lincoln et décide de gérer celui de Salisbury au nom de son épouse. Marguerite de Longue-Épée assume officiellement la jouissance de ses terres à partir de 1275, lorsqu'elle atteint sa propre majorité.
Trois enfants sont issus de leur mariage : deux fils, Edmund et John, et une fille, Alice. Les fils d'Henry et de Marguerite meurent accidentellement au cours de leur enfance, ce qui incite le comte de Lincoln et la comtesse de Salisbury à rechercher un haut parti pour leur héritière, Alice. Le roi Édouard Ier saisit l'occasion de la marier en 1294 à son neveu Thomas de Lancastre. Le contrat de mariage d'Alice stipule que Thomas deviendra de son plein droit comte de Lincoln et de Salisbury à la mort de ses deux beaux-parents. Entre le 8 octobre  1306 et le 16 juin 1310, Marguerite de Longue-Épée meurt subitement. Son époux Henry de Lacy est autorisé à porter le titre de comte de Salisbury de son propre chef jusqu'à sa mort et se remarie dès le 16 juin 1310 avec Joan Martin. À sa mort l'année suivante, les comtés de Lincoln et de Salisbury sont alors hérités tous deux par Thomas de Lancastre.